# Dorfkirche Fermerswalde

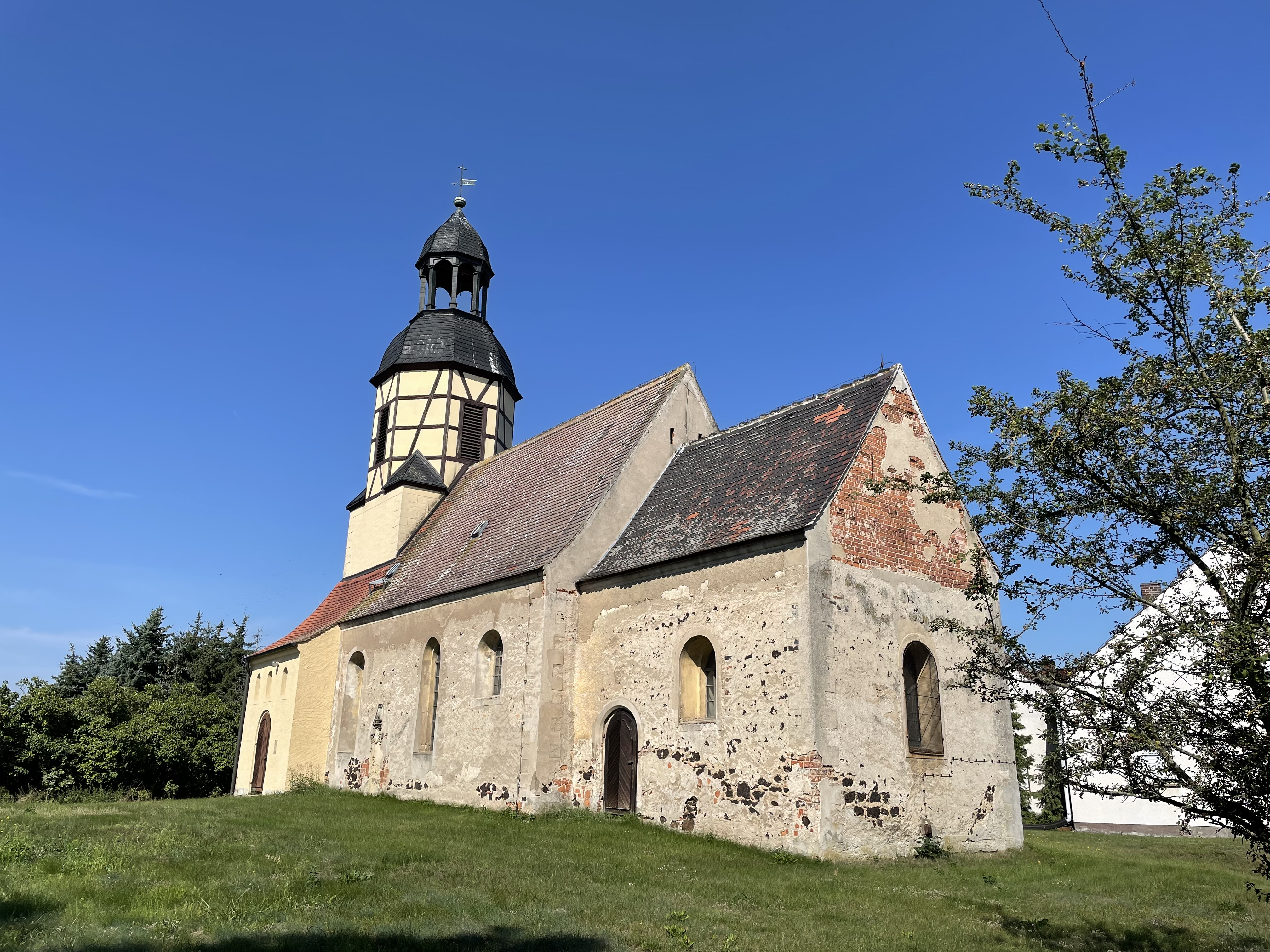
Dorfkirche Fermerswalde

Die evangelische Dorfkirche Fermerswalde ist ein denkmalgeschütztes Kirchengebäude im Ortsteil Fermerswalde der amtsfreien Stadt Herzberg (Elster) im südbrandenburgischen Landkreis Elbe-Elster. Sie gehört zum Pfarrbereich Rehfeld im Kirchenkreis Bad Liebenwerda der Evangelischen Kirche in Mitteldeutschland.

## Baubeschreibung und -geschichte

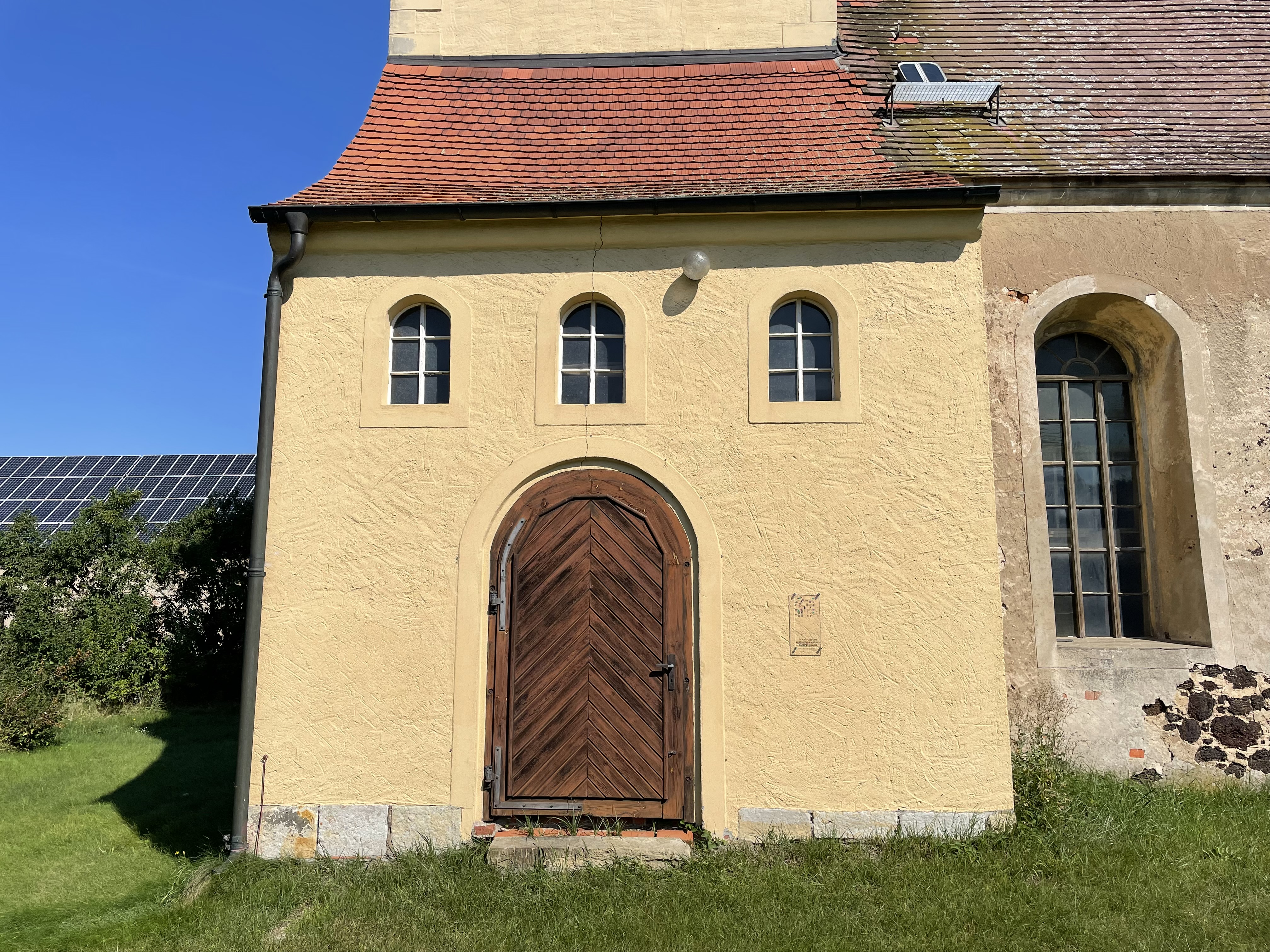
Südportal am Westturm

Die Dorfkirche von Fermerswalde ist als Filialkirche von Beyern gegründet worden. Seit dieser Zeit galt der sogenannte „Pfaffensteg“ als kürzeste Verbindung zwischen Fermerswalde und Beyern.
Die Zeit ihrer Erbauung ist urkundlich nicht belegt, doch weist das verputzte Mischmauerwerk (Raseneisenstein mit Backsteinzwickelungen, backsteinverstärkte Ecken, unregelmäßige Steinformate) auf den Beginn der Bauzeit im 14. Jahrhundert hin. Der Dehio verweist das Gebäude unbestimmt in das 14./15. Jahrhundert.
Das Kirchenschiff und der bemerkenswerte lange Chor sind akzentuiert gestaffelt, der Chorteil ist deutlich eingezogen. Im Osten wird der gerade Chorteil durch ein Fenster belichtet, wie ebenfalls durch je ein Fenster an der Süd- und der Nordwand. Eingänge zur Kirche finden sich an der Südwand des Chores und an der südlichen Wand des Turmanbaues. Ein weiterer früherer Eingang an der Südwand im Bereich des Kirchenschiffes wurde zugesetzt. Vor dieser alten Öffnung ist außen ein beschädigtes und verwittertes Doppel-Grabmal mit bekrönendem Obelisken gestellt. Das Südschiff empfängt Licht durch drei rundbogig veränderte Fenster unterschiedlicher Größe. Das Nordschiff besitzt nur ein Fenster.
Der Kirchturm ist über die Jahrhunderte hinweg mehrfach umgestaltet worden. Über seine frühere Gestalt vor dem barocken Aufbau ist nichts bekannt. Im Jahre 1733 wurde der Kirchturm als Fachwerkturm durch den Zimmerermeister Johann Gottfried Wassermann und den Maurermeister Johann Georg Noack aus Annaburg neu gebaut, wobei die Einwohner „Handreichung und Dienste getan haben“. Die Fertigstellung erfolgte am 19. September 1733. Der Turm war aber, wie es in weiteren alten Urkunden heißt, so schlecht erbaut, dass er im Jahre 1753 „bereits so wackelbar gewesen, dass er die Glocken nicht mehr ertragen und deshalb solche herabgenommen werden müssen, welche auch bis in stehenden Jahres auf dem Kirchhofe über einem kleinen Gerüst und Dächelein hangenblieben“. Zum Turmneubau kam es jedoch wegen Ausbruch des Siebenjährigen Krieges(1756–1763) nicht. Erst im Jahre 1771 konnte mit der Errichtung des neuen Fachwerkturmes begonnen werden. Das damalige Kirchvermögen betrug kaum 60 Taler, aber der Bau kostete 230 Taler. Deshalb musste die Gemeinde das fehlende Geld selbst dazugeben. Die Baumeister waren der Ratszimmerermeister Johann Christian Wolfen aus Torgau und der Maurermeister Christian Jacob aus Herzberg. Der Grundstein zum neuen Turm wurde am 12. April 1771 durch den Maurermeister Jacob mit Frau Förster Kröhner gelegt. Der Turm selbst war am 11. Mai 1771 gerichtet, „ohne dass jemand dabei den geringsten Schaden genommen“. Die Aufhängung der Glocken erfolgte am 30. Mai und am 6. Juni 1771 wurden durch den Meister Wolfen der Knopf und die Fahne aufgesetzt.
In den Jahren 1861 und 1862 erfolgte eine „gründliche Turmreparatur“ und eine „Reparatur der obersten Bedachung des Turmes durch den Klempnermeister Herrn Bredow aus Herzberg“.
Im Jahre 1932 wurde der alte Fachwerkturm abgebrochen. „Das Holz des im Jahre 1771 erbauten Fachwerkturmes war großenteils morsch geworden und der Turm drohte einzustürzen. Mehr und mehr hatte er sich schon zur Seite gesenkt.“ Der Neubau des Turmes erfolgte nach einem Entwurf von Dr. Dobert. Der Gemeindekirchenrat begann mit dem Bau ohne Zeichnungen und ohne Eingeständnis des Konsistoriums und des Konservators. Kurz vor Errichtung des eigentlichen Dachstuhles schaltete sich das Kirchliche Bauamt in Magdeburg ein und auf Veranlassung von Dr. Dobert wurden die letzten 6 m des Turmbaues wieder abgebrochen und nach seinen Plänen wieder mit fünf sehr schmalen und sehr hohen Schalllukenöffnungen auf jeder Seite der quadratischen Turmanlage neu aufgebaut. Als Abdeckung erhielt dieser Turmneubau ein einfaches und verhältnismäßig niedriges Zeltdach mit Biberschwanzeindeckung. Insgesamt zeigte sich der massive Neubau im Zeitstil der 1930er Jahre als ein voluminöser Rechteckturm mit flacher Haube. Der Abbruch des alten baufälligen Turmes und der Neuaufbau erfolgten durch die Firma Otto Ahrens aus Falkenberg/Elster.
„Bei einem schweren Unwetter am 8. Juni 1953 ist gegen 21.15 Uhr bei strömenden Regen der Blitz in das Kirchendach eingeschlagen. Erst gegen 23.00 Uhr wurde bemerkt, dass das Kirchendach und der Kirchturm in Flammen standen. Die sofort ergriffenen Gegenmaßnahmen kamen kaum zur Auswirkung, da die örtliche Motorspritze versagte und die Brandbekämpfung zunächst bloß mit einer überalterten Pumpe erfolgen konnte. Erst später kam die Motorspritze aus Herzberg.“ Durch den Brand wurde der Dachstuhl des Kirchenschiffes völlig zerstört und der Turm brannte total aus. Das Dach und die Decke über dem Chorraum konnten durch die Brandbekämpfungsmaßnahmen gerettet werden. Die große, im Jahre 1490 gegossene Glocke mit einem Gewicht von 264 kg, „zeigte große Risse und klang wie ein alter Blechtopf“. Die kleinere Glocke mit einem Gewicht von 117 kg war vollständig geschmolzen und es fanden sich nur noch Bronzeklumpen in der Asche. Diese Glocke war 1949 vom Rat der Stadt Torgau gekauft worden. Es handelte sich dabei um die vom Glockenlager Hamburg an die Stadt Torgau zurückgegebene „Arme Sünderglocke“. Das Kirchenschiff erhielt noch 1953 ein neues Dach und ebenso wurden zwei neue Ersatzglocken gegossen. Auf Betreiben des Instituts für Denkmalpflege der DDR in Dresden erfolgte der Neuaufbau des Turmes nach dem Vorbild des barocken Turmes aus dem Jahre 1771, da die „Turmlösung aus dem Jahre 1933 die Kirchengemeinde in keiner Weise befriedigte. Der damalige Turmbau in seiner modernen Formgebung wurde weithin als ortsfremd, ungewohnt, kurzum als Fremdkörper im Zusammenhang mit dem mittelalterlichen Baukörper der Kirche empfunden.“ Der Entwurf für den neuen Turm stammt vom Architekten Otto Semerau aus Herzberg. Dem quadratischen Turmstumpf sitzt ein Fachwerk-Oktogon auf, das Schweifhaube und Laterne bekrönen. Die Zimmererarbeiten erfolgten durch das Sägewerk Otto Ahrens aus Fermerswalde unter Leitung des Poliers Böhme mit seinem Sohn Gerhard Böhme aus Buckau, während die Maurerarbeiten durch die Firma Otto aus Herzberg, die Schieferarbeiten vom Dachdeckermeister Martin Liepe aus Herzberg und die Klempnerarbeiten vom Klempnermeister Erich Noack aus Herzberg erbracht wurden. Die neuen Glocken wurden von der Firma Schilling in Apolda gegossen und bereits Anfang März 1954 montiert. Die neue große Glocke mit einem Gewicht von 475 kg trägt neben dem alten Schriftband der Glocke aus dem Jahre 1490 die neue Inschrift „Herr laß deine Augen offen stehen über diesem Hause Nacht und Tag“. Die kleinere Glocke mit einem Gewicht von 269 kg trägt das Spruchband der aus Torgau gekauften Schlagglocke „Verbum domini manet aeternum“ („Das Wort Gottes bleibt in Ewigkeit“) dem Wahlspruch der in Torgau im Jahre 1548 mit dem Kurfürsten August I. von Sachsen vermählten Prinzessin Anna von Dänemark und Norwegen. Das neue Kreuz auf dem Turm wurde wegen Materialmangels aus altem Kupferblech vom Schloss Neudeck gefertigt. Die Bekrönung und die Wetterfahne wurden am 7. Dezember 1954 aufgesetzt.
1992 musste der Kirchturm wieder saniert und instand gesetzt werden. Als Ursache dafür gelten unterlassene Instandhaltungsarbeiten sowie eine nicht fachgerechte Ausführung des Wiederaufbaus (Verwendung von nicht ausreichend getrocknetem Bauholz und vernachlässigter Holzschutz) im Jahre 1954. Insgesamt wurden für die Reparatur ca. 100.000 DM an Bundes- und Eigenmitteln eingesetzt. Die Einwohner von Fermerswalde spendeten zusätzlich 3.300 DM für die erforderlichen Baumaßnahmen. Die Hauptarbeiten wurden von der Firma Hubrich Hoch-, Tief- und Stahlbetonbau GmbH aus Falkenberg/Elster und der Firma Lehmann & Schmedt GmbH aus Herzberg(Elster) ausgeführt. Die neue Bekrönung mit Wetterfahne und Jahreszahl 1992 wurde im Juli 1992 aufgesetzt.

## Ausstattung (Auswahl)

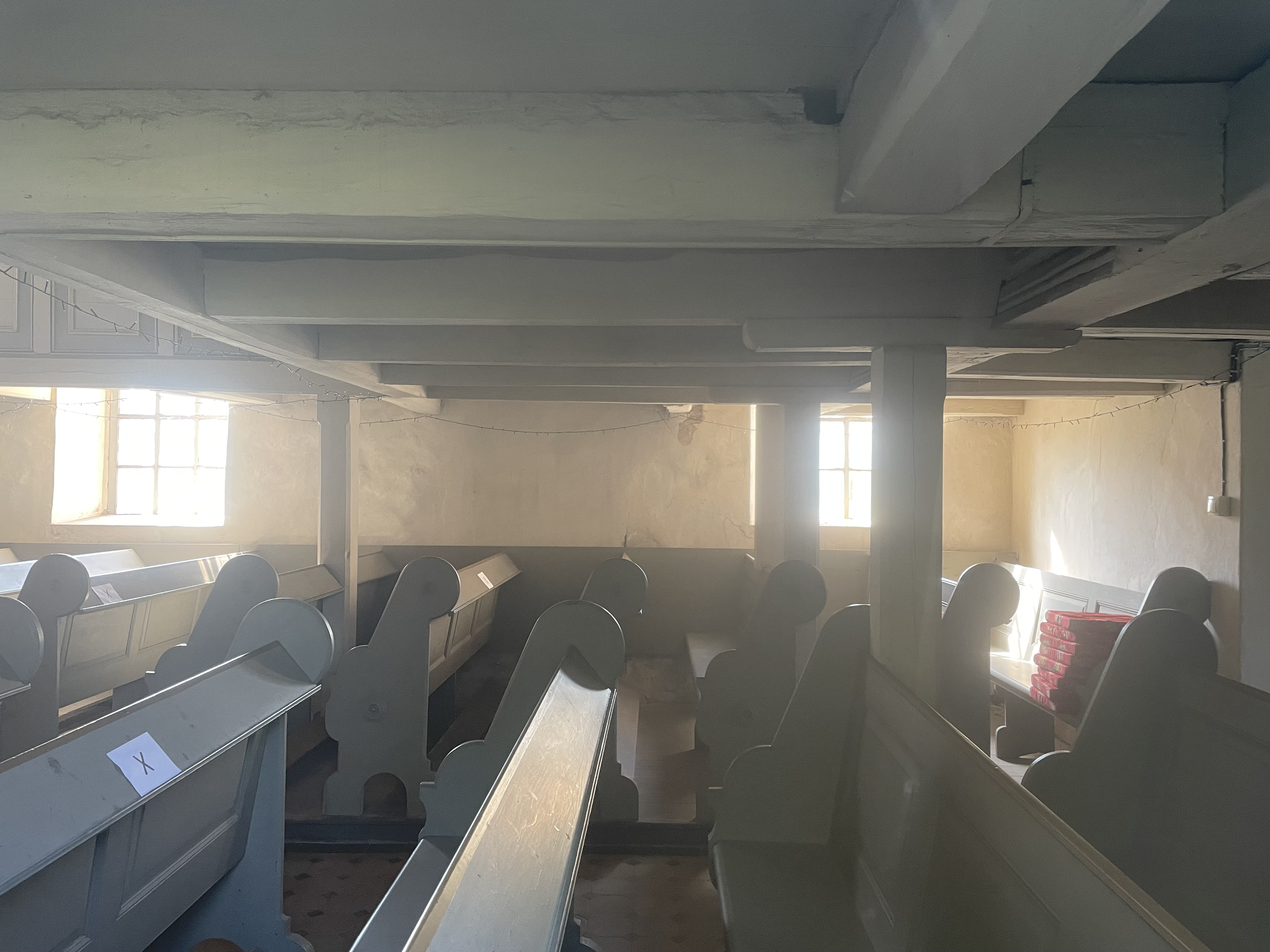
Blick ins Kirchenschiff

Das Innere des Kirchenraumes teilt ein rundbogiger Triumphbogen zwischen Schiff und Chor, der im späten 17. Jahrhundert mit Rustikaquaderung verputzt wurde. Beide Teile des Raumes sind flachgedeckt, das Schiff mit einer gegräteten Dielenlage über Sichtbalken und der Chorbereich besitzt eine auf Schilfrohr verputzte Decke. Im 17. Jahrhundert (nach 1625) bestand die Chordecke ebenfalls wie die des Kirchenschiffes aus Sichtbalken mit gegräteten Einschub. Die Verputzung erfolgte vermutlich erst zu Beginn des 20. Jahrhunderts. Im 19. Jahrhundert wurde das Kircheninnere scheinbar grundlegend überarbeitet. Die Kirchenschiffsinnenwände umgibt über dem Grundgestühl eine Hufeisenempore. Auf der Südseite ist diese vor der auf einem hölzernen Stock sitzenden Kanzel eingekürzt. Die Orgelempore im Westteil mit einer Balusterbrüstung entstammt dem 18. Jahrhundert. Die Nord- und Südempore, das Gestühl und die Kanzel besitzen allesamt schlichte Dekorfelder und stammen aus dem späten 19. Jahrhundert.
Zu den frühesten Ausstattungsstücken der Kirche gehört die aus dem Jahre 1524 stammende kelchförmige Sandsteintaufe mit akanthusdekoriertem konischem Schaft. An der zylindrischen Kuppa befinden sich Inschriften und applizierte plastische Wappen der Adelsfamilie von Falck. Weiterhin befinden sich zwei Bilder eines Altarretabels (inschriftlich von 1676) an der nördlichen Chorwand. Diese wurden im 19. Jahrhundert in einem neuen Rahmen gefasst und hingen bis Mitte des 20. Jahrhunderts vor dem östlichen Fenster des Chorraumes. Das obere Bild stellt eine Kreuzigungsszene dar und das untere Bild beinhaltet eine Abendmahldarstellung.
Das Ostfenster des Chores, eine Naumburger Arbeit aus dem Jahre 1895 (Glasmalerei) gehört wie die Orgel zur wilhelminischen Epoche und zeigt einen kreuztragenden Christus unter einem Abendmahlskelch und über einem Kreuz. Zwei achtarmige Kronleuchter aus Messing aus dem späten 19. Jahrhundert, ein Paar Altarleuchter aus Silber aus derselben Zeit und eine Taufkanne von 1825 ergänzen das Kircheninventar. Das Kirchenschiff wurde letztmals 1938 vom Kirchenmaler Mannewitz ausgemalt.

## Orgel
Die Orgel auf der Westempore wurde 1909 von der Orgelbauanstalt Fleischer und Kindermann aus Dessau erbaut. Die Fermerswalder Orgel verfügt über eine pneumatische Kastenlade, zwei Manuale und neun Register. Die Orgel ist infolge des Löschwasserschadens aus dem Jahre 1953 sowie weiterer späterer Wasserschäden nicht bespielbar.

## Grabmäler
An das nördliche Widerlager des Triumphbogens gelehnt steht auf einer Mauerbasis ein gut erhaltenes Epitaph aus Sandstein für die 1542 im Kindbett verstorbene Hedwig von Falck, geborene von Sahlhausen. Es zeigt als symmetrisch gestaltetes Basrelief die Verstorbene unterlebensgroß unter einer inschriftlichen Vita und den beiden Wappen der Familien von Falck und von Sahlhausen jeweils neben ihrem Kopf. Am Unterrand ihres langabfallenden Gewandes kniet das mit der Mutter verstorbene Kind.
Die Inschrift auf dem Epitaph aus dem Jahre 1542 lautet:
„Als man zählt nach Christi unseres Erlösers und Seligmachers Geburt 1542 Jahr in den heiligen Osterfeiertagen ist die ehrbare edle und sehr viel tugendsame Frau Hedwigk von Salhausen aus dem Gut Schwete bei Oschitz gelegen gebürtig, die gewesen ist des edlen und ehrenfesten Clement Falcken zu Formerswalde ehelichen Hausfrau, samt ihrem ersten ungetauften Kinde zu Formerswalde auf dem Edelhofe den 9.Tag ihres Wochenbettes wie oben gemeldet in Gott selig verschieden und allhier in dieser Kirche zu Formerswalde ehrlichen zur Erde bestetiget worden. Der allmächtige Gott wolle ihnen am jüngsten Tage eine fröhliche Auferstehung verleihen. Amen. Aber ich weiß, daß mein Erlöser lebet und er wird mich hernach aus der Erde auferwecken und werde darnach mit dieser meiner Haut umgeben werden und werde in meinem Fleisch Gott sehen. Denselben werde ich mir sehen und meine Augen werden ihn schauen und kein Fremder. Hiob am XIX Capittel. Der Falcken Wappen und der von Salhausen.“